# 出汁

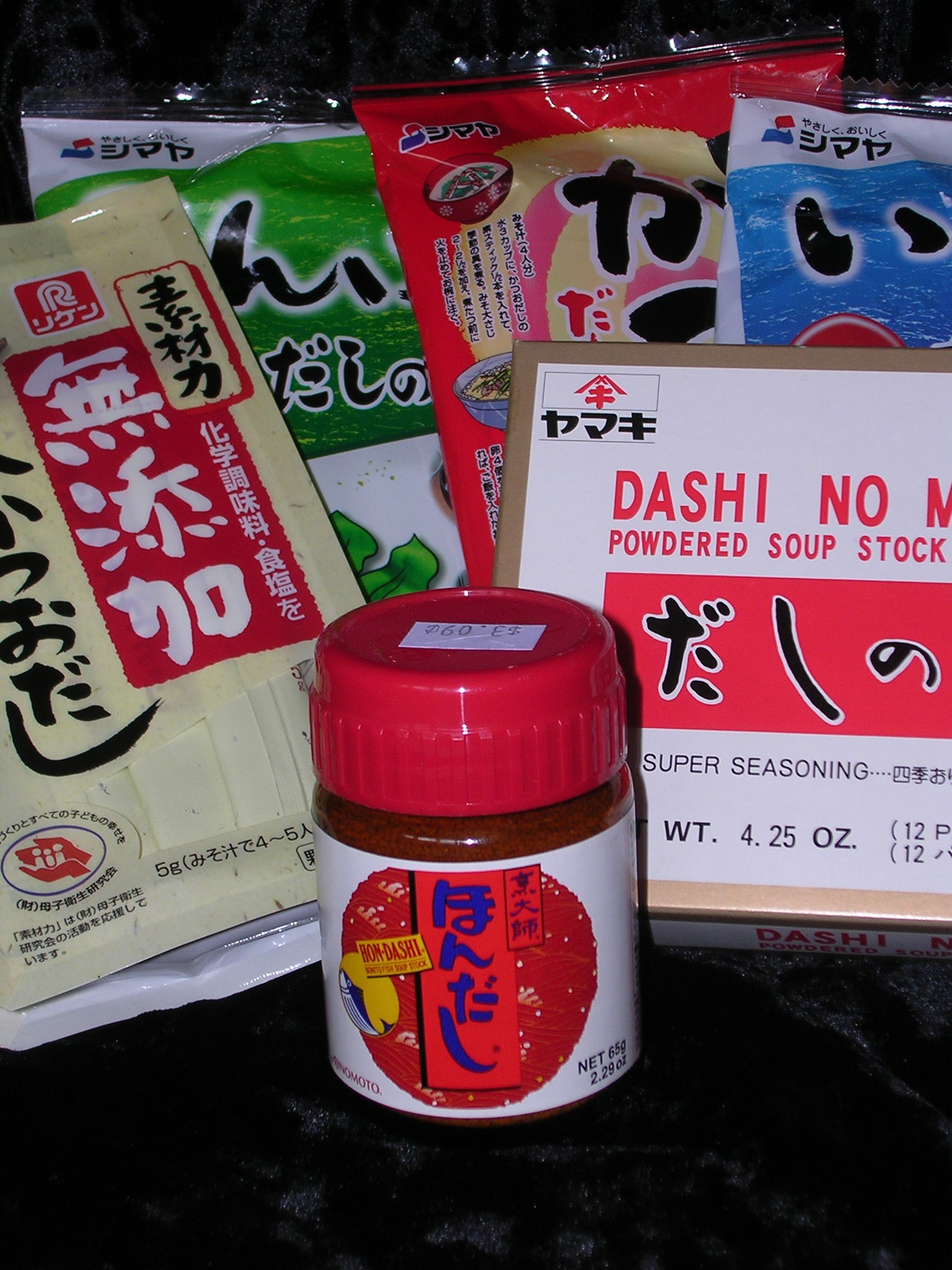
常见品牌的日式上汤包装

出汁（日语：出汁╱だし），是日本式上湯，主要用到日式柴魚絲同海帶煲成。和汁物不同的是，日式上湯的味道沒有汁物如味噌湯般濃味。
1908年，日本化学家池田菊苗品尝出汁时感到海帶和鰹魚乾的独特味道，遂名之为鲜味，如今公认为第五大味觉，实为海带中谷氨酸盐的味觉。